# Aconit féroce
Espèce
Classification phylogénétique
L'aconit féroce (Aconitum ferox) est une espèce de plantes à fleurs de la famille des Ranunculaceae originaire du sous-continent indien.
C'est une plante herbacée vivace.

## Habitat et répartition
Cette plante est originaire de l'est de l'Himalaya. On la retrouve au Népal, en Inde (État d'Assam) et au Myanmar.

## Toxicité
L'aconit féroce est l'une des espèces les plus toxiques du genre Aconitum. Ses racines contiennent l'alcaloïde pseudaconitine, un poison encore plus actif que l'aconitine. Il a été utilisé comme poison dès le XIXe siècle et encore de nos jours.